# Josep Guia
Josep Guia i Marín, né à Valence en 1947, est un mathématicien et homme politique valencien, figure prééminente du Partit Socialista d'Alliberament Nacional dels Països Catalans (PSAN) et représentant de l'un des courants les plus radicaux du nationalisme catalan.

## Biographie
Docteur en mathématiques, il est professeur au département d'algèbre de l'université de Valence, dans laquelle il a occupé divers postes de direction. Il est également membre de l'équipe de direction et professeur à l'université catalane d'été (Universitat Catalana d'Estiu).
Son activisme au sein de l'indépendantisme catalan lui a valu des ennuis d'ordre judiciaire, dont des amendes et des détentions.
Il a publié divers essais sur la question nationale catalane (voir ci-dessous). Il est éditeur de la revue du PSAN, Lluita. Il a également notamment publié Els primers reculls de proverbis catalans (1996) et, en collaboration avec Maria Conca, l'édition révisée et étendue du livre El Tractat de Almiçra (1994, voir « Traité d'Almizra »). Il collabore régulièrement aux périodiques El Punt et El Temps. 
En 2011, au cours d'une conférence de Martín Garitano, député pour le parti abertzale Bildu, tenue dans le cadre de l'université catalane d'été, Josep Guia suscite une controverse en se montrant opposé à la dissolution immédiate du groupe armé ETA,,

## Ouvrages
- 1983 - Països Catalans i Llibertat.
- 1985 - És molt senzill, digueu-li Catalunya[5].
- 1987 - Des de la Catalunya del Sud.
- 1988 - València, 750 anys de nació catalana (prix d'essai Joan Fuster).
- 1990 - Catalunya descoberta.